# Mikrocistin
Mikrocistini (ili cijanoginozini) su klasa toksina koji proizvode pojedine slatkovodne cijanobakterije; prvenstveno Microcystis aeruginosa, mada i druge Microcystis vrste, kao i članovi Planktothrix, Anabaena, Oscillatoria i Nostoc rodova. Preko 50 različitih mikrocistina je do sada otkriveno, među kojima je najzastupljeniji Mikrocistin-LR. Hemijski, oni su ciklični heptapeptidi proizvedeni posredstvom neribozomalnih peptidnih sintaza.
Mikrocistini se mogu formiratiu velikim količinama tokom cvetanja algi i predstavljaju jednu od glavnih pretnji vodi za piće i navodnjavanje, kao i životnoj sredini u celosti.

## Karakteristike
Mikrocistin-LR je najtoksičnija forma među 80 poznatih toksičnih varijanti, a isto tako je najbolje izučena od strane hemičara, farmakologa, biologa, i ecologa. Cvetanja koja sadrže mikrocistin su problem prisutan širom sveta, uključujući Kinu, Brazil, Australiju, Južnu Afriku, Sjedinjene države i najveći deo Evrope.
Mikrocistini sadrže nekoliko neobičnih neproteinogenih aminokiselina, kao što su dehidroalaninski derivati i neuobičajene β-aminokiseline ADDA. Mikrocistini se kovalentno vezuju i inhibiraju proteinske fosfataze PP1 i PP2A i stoga mogu da uzrokuju pansteatitis.

## Izlaganje
Mikrocistini su hepatotoksični (imaju sposobnost uzrokovanja ozbiljnih oštećenja jetre). Kada se proguta, mikrocistin putuje do jetre, preko transportnog sistema žučne kiseline, gde se najveći deo zadržava; manji deo može putem krvotoka da kontaminira druga tkiva. Trenutno nema dovoljno podataka da se napravi procena kancerogenog potencijala mikrocistina primenom EPA smernice za procenu kancerogenog rizika. Nekoliko studija sugeriše da postoji relacija između jetre i kolorektalnih kancera i pojave cijanobakterija u vodi za piće u Kini. Evidencija je međutim nedovoljna usled ograničene sposobnosti da se precizno proceni i meri ekspozicija.
Uticaj izlaganja mikrocistinu na pacijente sa kompromizovanim imunskim sistemom nije dovoljno poznat, mada počinje da podiže nivo zabrinutosti.

## Literatura
- National Center for Environmental Assessment. Toxicological Reviews of Cyanobacterial Toxins: Microcystins LR, RR, YR, and LA (NCEA-C-1765)

## Spoljašnje veze
- Harmful Algal Blooms (EPA) Архивирано на веб-сајту  (19. новембар 2016)
- Blue-Green Algae (Cyanobacteria) and their Toxins (Health Canada)
- Toxic cyanobacteria in water: A guide to their public health consequences, monitoring, and management (WHO)
- Cyanobacteria and Cyanotoxins: Information for Drinking Water Systems (EPA) Архивирано на веб-сајту  (16. август 2015)
- Cyanobacteria, and microcystin production (The New York Times)